# Acontius
Acontius es un género de arañas migalomorfas de la familia Cyrtaucheniidae. Se encuentra en África subsahariana y Argentina.

## Lista de especies
Según The World Spider Catalog 11.5:
- Acontius aculeatus (Simon, 1903)
- Acontius africanus (Simon, 1889)
- Acontius australis (Simon, 1886)
- Acontius hartmanni Karsch, 1879
- Acontius humiliceps (Simon, 1907)
- Acontius lamottei (Dresco, 1972)
- Acontius lawrencei (Roewer, 1953)
- Acontius lesserti (Roewer, 1953)
- Acontius machadoi (Lessert, 1938)
- Acontius stercoricola (Denis, 1955)